# Domaine de Tsurumaki
Le domaine de Tsurumaki (鶴牧藩, Tsurumaki-han) est un domaine féodal japonais de l'époque d'Edo situé dans la province de Kazusa, aujourd'hui préfecture de Chiba. Son centre se trouvait dans ce qui est à présent la ville Ichihara. Il fut dirigé toute son histoire par une branche du clan Mizuno.
Le domaine de Tsurumaki est créé le 19 mai 1827, quand Tadateru Mizuno, le daimyō du domaine de Hōjō de la province d'Awa, déplaça son jin'ya d'Awa à Kazusa. Comme son statut l'autorisait à posséder un château plutôt qu'une résidence fortifiée, son jin’ya s'appelait « château de Tsurumaki ». Il mourut l'année suivante et son fils adoptif, Tadamitsu Mizuno, servit également comme wakadoshiyori à la cour du shogun à Edo. Le fils de Tadamitsu, Tadayori Mizuno, combattit du côté du shogunat durant la guerre de Boshin de la restauration de Meiji, en attaquant ses voisins qui soutenaient les forces impériales. En conséquence, il fut contraint de céder l'essentiel de ses possessions dispersées autour des provinces d'Awa et de Kazusa en échange de nouvelles terres en 1869. Il fut cependant pardonné par le nouveau gouvernement de Meiji l’année suivante et devint gouverneur impérial jusqu'à l'abolition du système han en 1871. Il fut ensuite fait vicomte (shishaku) dans le système de pairage kazoku et l'ancien domaine de Tsumaki fut absorbé dans la préfecture de Kisarazu à la brève existence avant d'intégrer la moderne préfecture de Chiba.

## Liste des daimyōs
- Clan Mizuno (fudai) 1827-1871

| # | Nom                         | Dates     | Titre         | Rang                    | Revenus     |
| - | --------------------------- | --------- | ------------- | ----------------------- | ----------- |
| 1 | Tadateru Mizuno (水野忠韶)  | 1827-1828 | Oki-no-kami   | 5e inférieur (従五位下) | 15 000 koku |
| 2 | Tadamitsu Mizuno (水野忠実) | 1828-1842 | Oki-no-kami   | 5e inférieur (従五位下) | 15 000 koku |
| 3 | Tadayori Mizuno (水野忠順)  | 1842-1871 | Hizen-no-kami | 5e inférieur (従五位下) | 15 000 koku |

Le nom « Tsurumaki » vient de la résidence de Mizuno, à Edo, qui était située dans Wadeda-Tsurumaki-cho.